# Hărău
Hărău é uma comuna romena localizada no distrito de Hunedoara, na região histórica da Transilvânia. A comuna possui uma área de 49.86 km² e sua população era de 2027 habitantes segundo o censo de 2007.